# Jack Hedley
Jack Hedley, all'anagrafe Jack Hawkins, nome cambiato per evitare confusione con il suo omonimo (Londra, 28 ottobre 1929 – Las Vegas, 11 dicembre 2021), è stato un attore inglese conosciuto per le sue interpretazioni in televisione.

## Biografia
Nato a Londra ed educato alla Emanuel School, iniziò la sua carriera sullo schermo nel 1950 con un documentario di 13 minuti sulla polio, intitolato A Life to be Lived. Negli anni '50 interpretò numerosi film e fece apparizioni in televisione, come Left Right and Centre, Fair Game, e No Trams to Lime Street, con Billie Whitelaw e sceneggiato da Alun Owen.

### Carriera
Divenne una star della televisione nella serie TV della BBC The World of Tim Frazer, sceneggiata da Francis Durbridge e trasmessa dal dicembre 1960 all'aprile 1961, in 18 episodi che compresero tre serie separate di sei episodi ciascuna. Interpretò anche Corrigan Blake nella rappresentazione della BBC di Alun Owen You Can't Win 'Em All (1962) e il ruolo fu preso da John Turner nelle serie Corrigan Blake, realizzata l'anno successivo. Apparve anche in A Little Winter Love di Alun Owen, nell'ambito della serie Theatre 625.
Apparve in numerosi film britannici degli anni '60, fra cui Lawrence d'Arabia (1962), Lama scarlatta (1963), Witchcraft (1964), Schiavo d'amore (1964), I prigionieri dell'isola insanguinata (1964) e L'anniversario. Ebbe anche il ruolo da protagonista del tenente colonnello Preston nella serie  Colditz (1972-1973).
Hedley in seguito apparve nel film di James Bond Solo per i tuoi occhi (1981), nel ruolo di Sir Timothy Havelock, doppiando anche il pappagallo di Havelock. Nello stesso anno interpretò il ruolo da protagonista (il cinico poliziotto investigativo Fred Williams) nel film Lo squartatore di New York (1982) di Lucio Fulci, dove la sua voce era doppiata. Interpretò anche, insieme a Stanley Baker e Jean Seberg, il film Amore alla francese (1963), tratto dal romanzo di Irwin Shaw.
Fra le sue interpretazioni in TV figurano: Il Santo (1963), L'ispettore Gideon (1965), Doppia sentenza (1967), Dixon of Dock Green (1969), l'ex militare Alan Haldane in Who Pays the Ferryman? (1977), Il ritorno di Simon Templar (1979), One by One (1984), Mai dire sì (1984), Only Fools and Horses (1986), 'Allo 'Allo (1992), Dalziel and Pascoe (1998) e la versione televisiva di Breve incontro (1974).

## Filmografia parziale

### Cinema
- La strada dei quartieri alti (Room at the Top), regia di Jack Clayton (1959)
- La tragedia del Phoenix (Cone of Silence), regia di Charles Frend (1960)
- Il giorno più lungo (The Longest Day), regia di Ken Annakin, Andrew Marton (1962)
- I gialli di Edgar Wallace N. 4 (Edgar Wallace n. 4), regia di Robert Tronson e David Villers (1962)
- 9 ore per Rama (Nine Hours to Rama), regia di Mark Robson (1963)
- Il limite della vergogna (The Very Edge), regia di Cyril Frankel (1963)
- Amore alla francese (In the French Style), regia di Robert Parrish (1963)
- Lama scarlatta (The Scarlet Blade), regia di John Gilling (1963)
- Schiavo d'amore (Of Human Bondage), regia di Ken Hughes (1964)
- I prigionieri dell'isola insanguinata (The Secret of Blood Island), regia di Quentin Lawrence (1964)
- Come ho vinto la guerra (How I Won the War), regia di Richard Lester (1967)
- L'anniversario (The Anniversary), regia di Roy Ward Baker (1968)
- Goodbye Mr. Chips, regia di Herbert Ross (1969)
- L'avvocato del diavolo (The Devil's Advocate), regia di Guy Green (1977)
- Solo per i tuoi occhi (For Your Eyes Only), regia di John Glen (1981)
- Lo squartatore di New York, regia di Lucio Fulci (1982)

### Televisione
- I gialli di Edgar Wallace (The Edgar Wallace Mystery Theatre) – serie TV, episodio 2x06 (1961)
- Colditz – serie TV, 23 episodi (1972-1974)
- San Paolo, regia di Roger Young – miniserie TV (2000)

## Doppiatori italiani
- Cesare Barbetti in Il giorno più lungo
- Manlio De Angelis in Lawrence d'Arabia
- Luciano De Ambrosis in Solo per i tuoi occhi
- Sergio Rossi in Lo squartatore di New York
- Renato Mori in San Paolo